# Europees kampioenschap voetbal onder 18 - 1973
Het Europees kampioenschap voetbal onder 18 van 1973 (officieel UEFA Jeugdtoernooi 1973) was de 26e editie van het, door de UEFA georganiseerde, voetbaltoernooi van spelers onder de 18 jaar. 
Het toernooi werd tussen 31 mei en 10 juni 1973 gespeeld in Italië. Er deden 16 teams mee. Voorafgaand aan het toernooi werd een kwalificatie afgewerkt. Engeland werd voor de zesde keer winnaar. De finale in Florence werd met 3–2 gewonnen van Oost-Duitsland. Italië werd derde.

## Kwalificatie
Automatisch gekwalificeerd:
- Italië (gastland)
- Engeland (titelhouder)
- Bulgarije (bye)
- Denemarken (bye)
- Duitse Democratische Republiek (bye)
- Zwitserland (bye)
- Tsjecho-Slowakije (bye)

| Pos. | Land       | DV | DV | Ptn. |
| ---- | ---------- | -- | -- | ---- |
| 1    | Oostenrijk | 5  | 1  | 3    |
| 2    | Malta      | 1  | 5  | 1    |

| Pos. | Land      | DV | DV | Ptn. |
| ---- | --------- | -- | -- | ---- |
| 1    | IJsland   | 3  | 2  | 2    |
| 2    | Luxemburg | 2  | 3  | 2    |

| Pos. | Land    | DV | DV | Ptn. |
| ---- | ------- | -- | -- | ---- |
| 1    | Ierland | 3  | 1  | 4    |
| 2    | Zweden  | 1  | 3  | 0    |

| Pos. | Land      | DV | DV | Ptn. |
| ---- | --------- | -- | -- | ---- |
| 1    | Noorwegen | 1  | 0  | 3    |
| 2    | Finland   | 0  | 1  | 1    |

| Pos. | Land     | DV | DV | Ptn. |
| ---- | -------- | -- | -- | ---- |
| 1    | België   | 7  | 5  | 5    |
| 2    | Portugal | 5  | 7  | 4    |
| 3    | Spanje   | 7  | 7  | 3    |

| Pos. | Land           | DV | DV | Ptn. |
| ---- | -------------- | -- | -- | ---- |
| 1    | West-Duitsland | 5  | 2  | 6    |
| 2    | Polen          | 6  | 5  | 4    |
| 3    | Nederland      | 2  | 6  | 2    |

| Pos. | Land      | DV | DV | Ptn. |
| ---- | --------- | -- | -- | ---- |
| 1    | Schotland | 7  | 5  | 5    |
| 2    | Frankrijk | 6  | 7  | 4    |
| 3    | Wales     | 3  | 4  | 3    |

| Pos. | Land        | DV | DV | Ptn. |
| ---- | ----------- | -- | -- | ---- |
| 1    | Roemenië    | 5  | 2  | 6    |
| 2    | Griekenland | 6  | 5  | 5    |
| 3    | Joegoslavië | 2  | 6  | 1    |

| Pos. | Land        | DV | DV | Ptn. |
| ---- | ----------- | -- | -- | ---- |
| 1    | Sovjet-Unie | 8  | 4  | 7    |
| 2    | Hongarije   | 4  | 6  | 3    |
| 3    | Turkije     | 5  | 7  | 2    |

## Groepsfase

### Groep A
| Pos. | Land           | GW | W | G | V | DV | DT | +/− | Ptn. |
| ---- | -------------- | -- | - | - | - | -- | -- | --- | ---- |
| 1    | Italië         | 3  | 3 | 0 | 0 | 5  | 1  | +4  | 6    |
| 2    | Roemenië       | 3  | 2 | 1 | 0 | 4  | 4  | 0   | 4    |
| 3    | West-Duitsland | 3  | 1 | 0 | 2 | 2  | 3  | –1  | 2    |
| 4    | Noorwegen      | 3  | 0 | 0 | 3 | 2  | 5  | –3  | 0    |

|             |        |     |          |       |
| 31 mei 1973 | Italië | 3–1 | Roemenië | Massa |
| 31 mei 1973 |        |     |          | Massa |

|             |           |     |           |                 |
| 31 mei 1973 | Duitsland | 2–1 | Noorwegen | Forte dei Marmi |
| 31 mei 1973 |           |     |           | Forte dei Marmi |

|             |        |     |           |           |
| 2 juni 1973 | Italië | 1–0 | Noorwegen | Viareggio |
| 2 juni 1973 |        |     |           | Viareggio |

|             |          |     |                |         |
| 2 juni 1973 | Roemenië | 1–0 | West-Duitsland | Carrara |
| 2 juni 1973 |          |     |                | Carrara |

|             |        |     |                |       |
| 4 juni 1973 | Italië | 1–0 | West-Duitsland | Massa |
| 4 juni 1973 |        |     |                | Massa |

|             |          |     |           |         |
| 4 juni 1973 | Roemenië | 2–1 | Noorwegen | Carrara |
| 4 juni 1973 |          |     |           | Carrara |

### Groep B
| Pos. | Land        | GW | W | G | V | DV | DT | +/− | Ptn. |
| ---- | ----------- | -- | - | - | - | -- | -- | --- | ---- |
| 1    | Bulgarije   | 3  | 2 | 1 | 0 | 6  | 3  | +3  | 5    |
| 2    | Sovjet-Unie | 3  | 2 | 1 | 0 | 3  | 1  | +2  | 5    |
| 3    | Ierland     | 3  | 1 | 0 | 2 | 3  | 5  | –2  | 2    |
| 4    | Denemarken  | 3  | 0 | 0 | 3 | 4  | 7  | –3  | 0    |

|             |             |     |         |         |
| 31 mei 1973 | Sovjet-Unie | 1–0 | Ierland | Pistoia |
| 31 mei 1973 |             |     |         | Pistoia |

|             |           |     |            |           |
| 31 mei 1973 | Bulgarije | 3–2 | Denemarken | Monsumano |
| 31 mei 1973 |           |     |            | Monsumano |

|             |             |     |            |             |
| 2 juni 1973 | Sovjet-Unie | 1–0 | Denemarken | Montecatini |
| 2 juni 1973 |             |     |            | Montecatini |

|             |           |     |         |         |
| 2 juni 1973 | Bulgarije | 2–0 | Ierland | Pistoia |
| 2 juni 1973 |           |     |         | Pistoia |

|             |         |     |            |           |
| 4 juni 1973 | Ierland | 3–2 | Denemarken | Monsumano |
| 4 juni 1973 |         |     |            | Monsumano |

|             |           |     |             |       |
| 4 juni 1973 | Bulgarije | 1–1 | Sovjet-Unie | Lucca |
| 4 juni 1973 |           |     |             | Lucca |

### Groep C
| Pos. | Land        | GW | W | G | V | DV | DT | +/− | Ptn. |
| ---- | ----------- | -- | - | - | - | -- | -- | --- | ---- |
| 1    | Engeland    | 3  | 2 | 1 | 0 | 4  | 0  | +4  | 5    |
| 2    | België      | 3  | 1 | 2 | 0 | 3  | 1  | +2  | 4    |
| 3    | Zwitserland | 3  | 1 | 0 | 2 | 2  | 5  | –3  | 2    |
| 4    | IJsland     | 3  | 0 | 1 | 2 | 2  | 5  | –3  | 0    |

|             |          |     |         |           |
| 31 mei 1973 | Engeland | 2–0 | IJsland | Viareggio |
| 31 mei 1973 |          |     |         | Viareggio |

|             |        |     |             |         |
| 31 mei 1973 | België | 2–0 | Zwitserland | Carrara |
| 31 mei 1973 |        |     |             | Carrara |

|             |          |     |             |                 |
| 2 juni 1973 | Engeland | 2–0 | Zwitserland | Forte dei Marmi |
| 2 juni 1973 |          |     |             | Forte dei Marmi |

|             |         |     |        |       |
| 2 juni 1973 | IJsland | 1–1 | België | Massa |
| 2 juni 1973 |         |     |        | Massa |

|             |          |     |        |           |
| 4 juni 1973 | Engeland | 0–0 | België | Viareggio |
| 4 juni 1973 |          |     |        | Viareggio |

|             |             |     |         |                 |
| 4 juni 1973 | Zwitserland | 2–1 | IJsland | Forte dei Marmi |
| 4 juni 1973 |             |     |         | Forte dei Marmi |

### Groep D
| Pos. | Land                           | GW | W | G | V | DV | DT | +/− | Ptn. |
| ---- | ------------------------------ | -- | - | - | - | -- | -- | --- | ---- |
| 1    | Duitse Democratische Republiek | 3  | 2 | 1 | 0 | 7  | 5  | +2  | 5    |
| 2    | Tsjecho-Slowakije              | 3  | 1 | 1 | 1 | 4  | 4  | 0   | 3    |
| 3    | Schotland                      | 3  | 1 | 0 | 2 | 3  | 4  | –1  | 2    |
| 4    | Oostenrijk                     | 3  | 0 | 2 | 1 | 2  | 4  | –2  | 2    |

|             |            |     |                                |             |
| 31 mei 1973 | Oostenrijk | 1–1 | Duitse Democratische Republiek | Montecatini |
| 31 mei 1973 |            |     |                                | Montecatini |

|             |                   |     |           |       |
| 31 mei 1973 | Tsjecho-Slowakije | 1–0 | Schotland | Lucca |
| 31 mei 1973 |                   |     |           | Lucca |

|             |                                |     |           |       |
| 2 juni 1973 | Duitse Democratische Republiek | 3–1 | Schotland | Lucca |
| 2 juni 1973 |                                |     |           | Lucca |

|             |            |     |                   |           |
| 2 juni 1973 | Oostenrijk | 1–1 | Tsjecho-Slowakije | Monsumano |
| 2 juni 1973 |            |     |                   | Monsumano |

|             |                                |     |                   |         |
| 4 juni 1973 | Duitse Democratische Republiek | 3–2 | Tsjecho-Slowakije | Pistoia |
| 4 juni 1973 |                                |     |                   | Pistoia |

|             |           |     |            |             |
| 4 juni 1973 | Schotland | 2–0 | Oostenrijk | Montecatini |
| 4 juni 1973 |           |     |            | Montecatini |

## Knock-outfase
|  | Halve finale               | Halve finale               |   |                    | Finale             | Finale |
|  |                            |                            |   |                    |                    |        |
|  | 7 juni – Viareggio         |                            |   |                    |                    |        |
|  | Engeland                   | 1                          |   |                    |                    |        |
|  | Italië                     | 0                          |   |                    |                    |        |
|  |                            |                            |   |                    |                    |        |
|  |                            |                            |   |                    | 10 juni – Florence |        |
|  |                            |                            |   |                    | Engeland           | 3      |
|  |                            | DDR                        | 2 |                    |                    |        |
|  |                            |                            |   |                    |                    |        |
|  |                            |                            |   |                    | Derde plaats       |        |
|  | 7 juni – Montecatini Terme | 7 juni – Montecatini Terme |   | 10 juni – Florence | 10 juni – Florence |        |
|  | DDR                        | 1                          |   | Bulgarije          | 0                  |        |
|  | Bulgarije                  | 0                          |   |                    | Italië             | 1      |

### Finale
|              |                         |            |                                |         |
| 10 juni 1973 | Engeland                | 3–2 (n.v.) | Duitse Democratische Republiek | Pistoia |
| 10 juni 1973 | Hornsby Keeley Phillips |            | Roth Riediger                  | Pistoia |